# Amber Case
Amber Case, née en 1987 à Portland dans l'Oregon, est une anthropologue qui étudie les interactions entre les humains et la technologie. Cette maître de conférences américaine crée également des expériences interactives.

## Biographie
En 2008, Amber Case est diplômée d'une maîtrise en sociologie du collège Lewis & Clark de Portland, après avoir rédigé une thèse sur les téléphones cellulaires. La même année, elle est cofondatrice de CyborgCamp, une conférence informelle sur l'avenir des humains et des ordinateurs.

## Carrière professionnelle
En 2010, Amber Case et Aaron Parecki fondent Geoloqi, une société de logiciels basée sur la géolocalisation. La compagnie est acquise par le groupe Esri en 2012. En 2015, Amber quitte Esri et devient directrice générale de la société Healthways dont l'activité se porte sur l'amélioration du bien-être.
Selon l'anthropologue numérique, puisqu'un cyborg est un être humain qui interagit avec la technologie, nous sommes tous déjà des cyborgs. Selon les cas, la technologie ne doit pas nécessairement être implantée, elle peut être une extension physique ou mentale. Amber Case soutient dans ses travaux l'existence aujourd'hui de deux identités propres à chacun, l'une physique et l'autre numérique. 

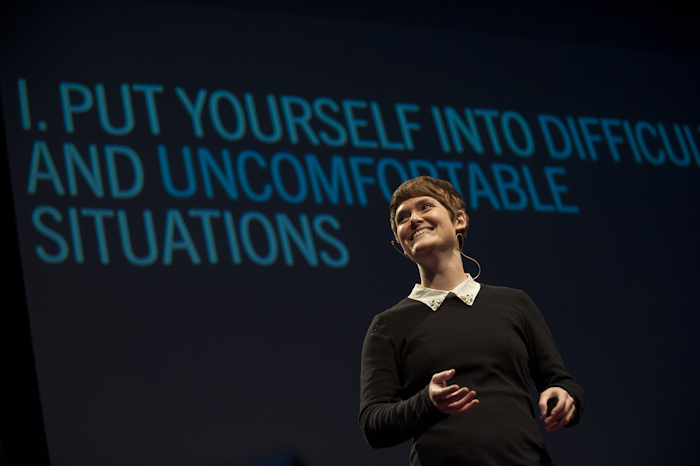
The Anatomy of an Outrageous Goal, conférence de l'anthropologue cyborg Amber Case lors de l'évènement TEDxBend en 2013.

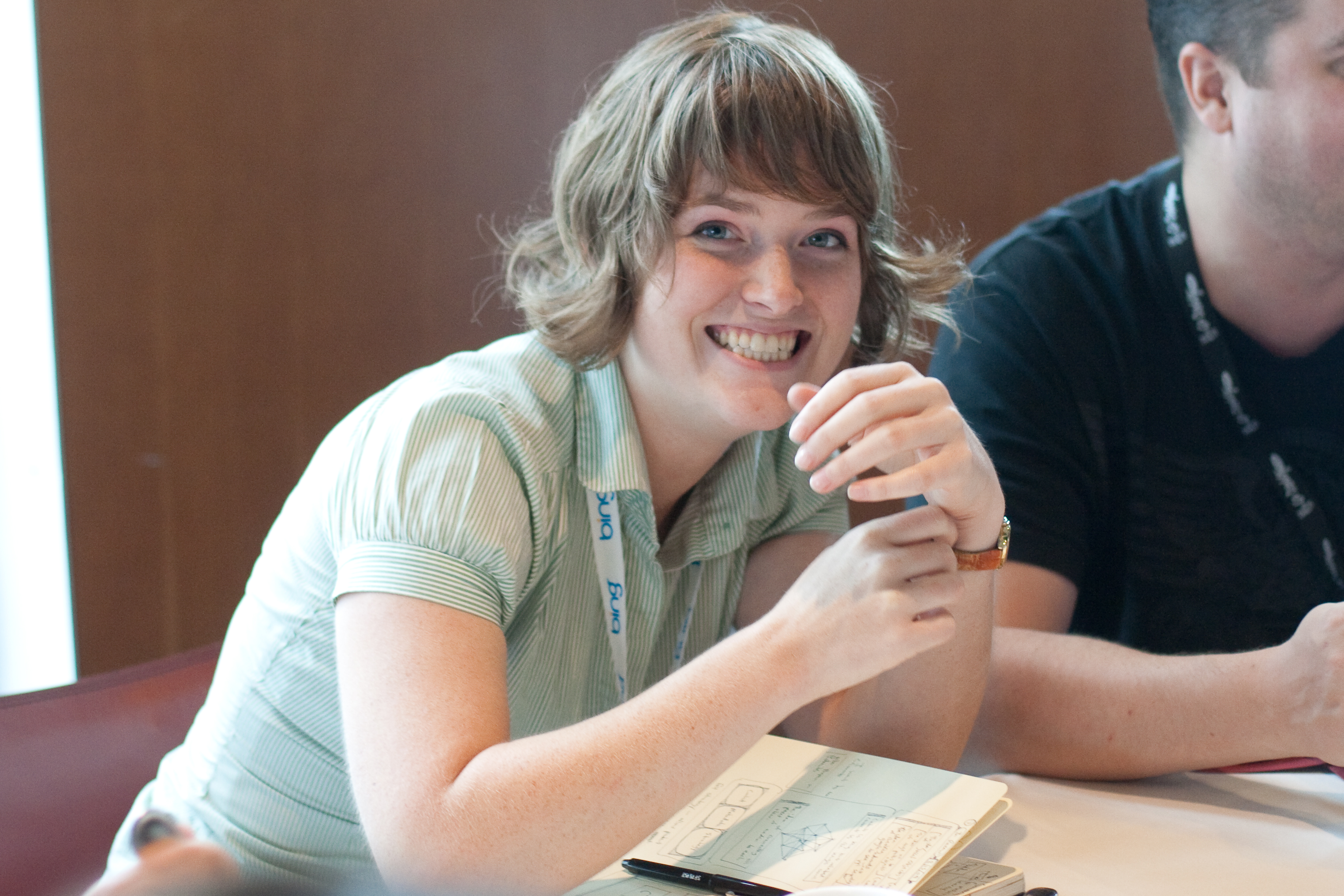
Amber Case lors de Gnomedex, conférence annuelle de Blogging et Web2.0 à Seattle en 2009.

En 2014, un premier ouvrage An Illustrated Dictionary of Cyborg Anthropology est publié en collaboration avec l'illustratrice Maggie Nichols. La préface est signée de l'essayiste et écrivain américain Douglas Rushkoff, connu pour son attachement à la culture cyberpunk et son soutien envers les solutions dites open source.
Depuis quelques années, Amber Case s'intéresse principalement au concept de Calm Technology développée en partie par Mark Weiser au Xerox PARC dans les années 1970. La Calm Technology est un type de technologie de l'information où l'interaction entre la technologie et son utilisateur est conçue pour se produire dans la périphérie de l'utilisateur plutôt que constamment au centre de l'attention. 
En 2015, elle édite à ce sujet l'ouvrage Calm Technology : Principles and Patterns for Non-Intrusive Design chez O'Reilly Media.